# Łyska maskareńska
Łyska maskareńska (Fulica newtonii) – gatunek wymarłego ptaka z rodziny chruścieli (Rallidae). Występował na Mauritiusie i Reunionie. Długo znany był jedynie ze szczątków subfosylnych z bagien Mare aux Songes na Mauritiusie, później odkryto skamieniałości także i na Reunionie. Raporty dawnych podróżników z Mauritiusu uważano za odnoszące się do kokoszki zwyczajnej (Gallinula chloropus), prawdopodobnie jednak skolonizowała ona wyspę po wymarciu rodzimego gatunku łyski.

## Morfologia
Łyska maskareńska była dużym ptakiem. Mimo że potrafiła latać, cechowały ją zredukowane skrzydła, przez co w razie zagrożenia wolała chować się przez nurkowanie. Ze względu na dużą wytrzymałość łyski maskareńskie mogły być w stanie przekroczyć ocean pomiędzy dwiema spośród wysp Maskarenów. Wyglądem przypominały dużą łyskę zwyczajną (F. atra), co wskazuje na długość ciała około 45 cm. Prawdopodobnie łyska maskareńska wywodzi się od łyski czubatej (F. cristata), nie wiadomo, czy podobnie jak ona miała czerwone narośle nad białą płytką czołową, być może przeoczone przez Dubois. W 1674 napisał o łysce maskareńskiej: Kurki wodne, tak duże jak drób. Zawsze są czarne, a na głowie mają biały czub.

## Wymarcie
Dubois jako ostatni wspomniał o występowaniu łyski na Reunionie. W 1667 François Martin uskarżał się, że myśliwi wybili już całą populację w lagunie nieopodal Saint Paul, mimo że łyski maskareńskie nie miały smacznego mięsa:

[W 1665] dorzecze rzeki [w Saint-Gilles] zajęte było przez gęsi i kurki wodne, z głębinami pełnymi ryb... kurki wodne pozwalały podejść się tak blisko, że niemal można było złapać je w rękę; wszystkie zabieraliśmy na pokład. [Ale w 1667] nie widzieliśmy już w Etang de St Paul ani gęsi, ani kurek wodnych, które niegdyś je zajmowały

Nieco lepiej miała się sytuacja łysek maskareńskich na Mauritiusie, gdzie François Leguat w 1693 jako ostatni odnotował poules d'eau, wtedy już rzadkie. Poza nadmiernym odłowem prawdopodobnie również niszczenie środowisk bagiennych przyczyniło się do wymarcia gatunku.